# منطقه شکاف بایکال

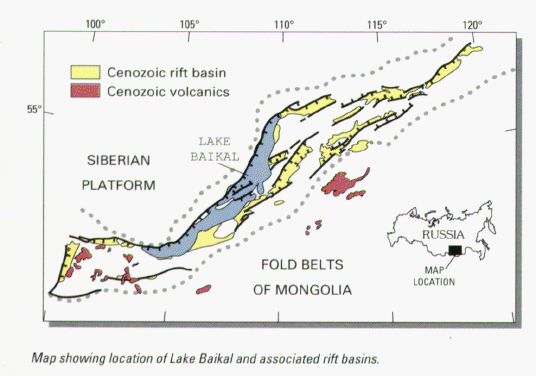
نقشه منطقه شکاف دریاچه بایکال از برگه اطلاعات سازمان زمین‌شناسی ایالات متحده

منطقه شکاف بایکال مجموعه‌ای از شکاف‌های قاره‌ای است که در زیر دریاچه بایکال در جنوب شرقی روسیه متمرکز شده‌اند. کشش فعلی در شکاف‌ها تمایل به گسترش با مقداری حرکت برشی دارد. مجموعه‌ای از حوضه‌ها در امتداد این منطقه به طول بیش از ۲٬۰۰۰ کیلومتر (۱٬۲۰۰ مایل) تشکیل شده‌اند. و یک دره کافتی ایجاد می‌کند. این کافت‌ها بین صفحه اوراسیا در غرب و صفحه آمور در شرق تشکیل می‌شوند.

## سازه‌ها
در شمال غربی این شکاف‌ها ، کراتون سیبری، روی صفحه اوراسیا قرار دارد. کمربندهای متحرک سایان-بایکال و مغولستان-اخوتسک، سازندهایی در جنوب شرقی شکاف‌ها هستند؛ فراتر از کمربند چین‌خورده سایان-بایکال، صفحه آمور قرار دارد.
حوضه‌ها در امتداد کافت تشکیل می‌شوند. سه حوضه در این منطقه وجود دارد، حوضه جنوبی، حوضه مرکزی و حوضه شمالی. در شمال، نیم‌فرابن‌ها حوضه‌های کوچکتری مانند حوضه شمالی بایکال و حوضه چارا-توکا را تشکیل می‌دهند. حوضه مرکزی عمیق‌ترین حوضه در سیستم کافت است. بزرگ‌ترین گسل موجود در آن گسل مورسکی است. با این حال، گسل دیگری به نام پریمورسکی در حال تبدیل شدن به گسل اصلی در کافت است. این حوضه‌ها همچنین شواهدی از نازک شدن پوسته در زیر منطقه کافت را نشان می‌دهند.
ضخامت پوسته زیر این شکاف مورد اختلاف است، زیرا ساختارهای شکاف در اعماق زیر سطح ناشناخته هستند. تفاوت ضخامت پوسته، بین پوسته زیر شکاف و پوسته زیر مناطق اطراف، کمتر از ۱۰ کیلومتر (۶٫۲ مایل). اگرچه برخی از داده‌های لرزه‌ای شواهدی برای بالا آمدن مرز لیتوسفر - آستنوسفر هستند، محققان دیگر ادعا کرده‌اند که ساختارهای عمیقی وجود دارند که بر فعالیت لرزه‌ای تأثیر می‌گذارند و پوسته پایینی توسط سیل‌های مافیک نفوذ می‌کند. آنها این کشش را به عنوان یک فرایند برش خالص تفسیر می‌کنند.

## آتشفشان‌زایی
آتشفشان‌ها عموماً با این شکاف مرتبط هستند. چشمه‌های آب گرم هم در خشکی و هم در زیر دریاچه بایکال وجود دارند، اگرچه تاکنون هیچ مدرکی از آتشفشان واقعی در مجاورت دریاچه یافت نشده است. با وجود این، آتشفشان‌های سنوزوئیک در نزدیکی رخ داده‌اند و احتمالاً با منطقه شکاف بایکال مرتبط هستند. وجود آتشفشان‌های اولیه از اوایل میوسن تأیید شده است، اگرچه اعتقاد بر این است که آتشفشان‌های الیگوسن نیز وجود دارند. مراکز آتشفشانی شناخته شده ، فلات اودوکان هستند، که در حدود ۴۰۰ واقع شده است. کیلومتر ای ان ای از نوک شمالی دریاچه بایکال، فلات اوکا، واقع در حدود ۲۰۰ کیلومتری غرب شمال غربی نوک جنوب غربی دریاچه بایکال، فلات ویتیم، حدود ۲۰۰ کیلومتری شرق شکاف، و فلات آزاس.

## تاریخ زمین‌شناسی

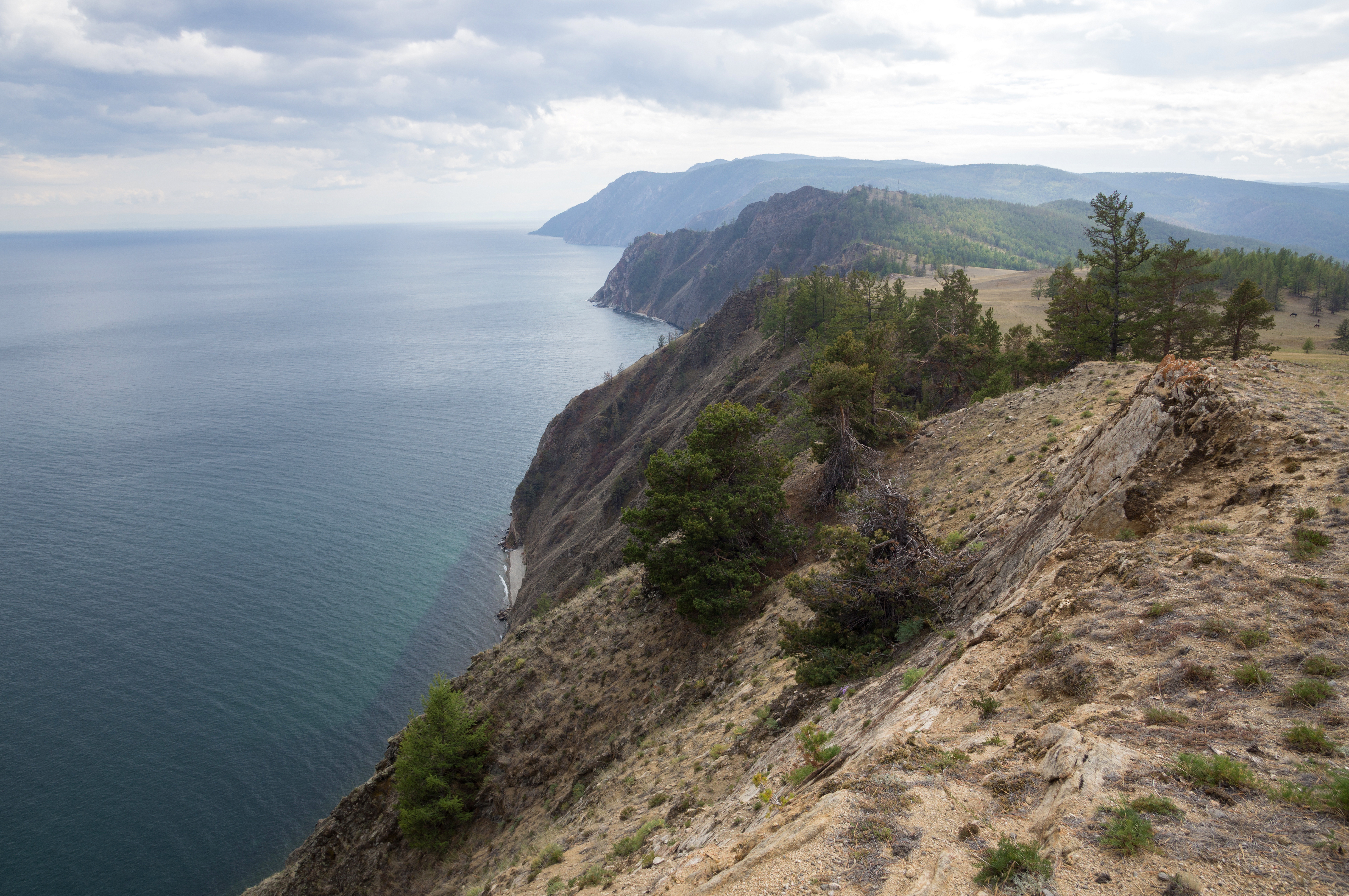
عمیق‌ترین بخش دره ریفت در شرق جزیره اولخون قرار دارد.

این منطقه در ابتدا با کمربندهای چین‌خوردگی و راندگی شمال شرقی-جنوب غربی پرکامبرین و پالئوزوئیک مشخص می‌شد. منطقه گسل پریمورسکی حوضه مرکزی نیز در این زمان وجود داشت. آتشفشانی در اواخر کرتاسه در مناطق محدودی آغاز شد، اما عمدتاً به میوسن محدود می‌شود. کرتاسه پسین همچنین سن سنگ‌های رسوبی در برخی حوضه‌ها است و همین سری تا ائوسن ادامه داشته است. ریفتینگ از الیگوسن آغاز شد و معمولاً تصور می‌شود که از اواسط پلیوسن افزایش یافته است، که باعث تشکیل حوضه‌ها به شکل گرابن شده است. ساختار ریفتی جدید ممکن است از گسل‌های پرکامبرین و پالئوزوئیک پیروی کند، مانند زمانی که گسل غیرفعال پریمورسکی، حوضه مرکزی، دوباره در اواخر سنوزوئیک شروع به گسترش کرد. فعالیت ماگمایی و ریفتینگ نیز ممکن است رویدادهای مستقلی باشند. در خارج از گرابن‌ها، آتشفشان‌های بازالتی از هر دو انتهای سیستم کافت در طول بالاآمدگی فوران کردند. گرابن‌ها عمدتاً بدون آزاد کردن ماگما گسترش یافتند، به جز فرورفتگی تانکین.
بیشتر رسوبات حوضه مربوط به اواخر الیگوسن هستند، به جز در شمال که رسوبات حوضه در پلیوسن شروع شده‌اند. سه سری رسوب وجود دارد؛ «پیش‌کافت»، «میانی‌کافت» و «میانی‌کافت مدرن». واحد پیش‌کافت از رسوبات آب کم‌عمق تشکیل شده و اغلب چین‌خورده و گسل‌دار است. روی این واحد، که با یک دگرشیبی کوچک از هم جدا شده است، واحد «میانی‌کافت» از ماسه‌سنگ‌ها و کنگلومراهای دانه‌درشت پلیوسن قرار دارد. در نهایت، واحد شکاف مدرن از رسوبات رودخانه‌ای، یخچالی و دلتایی وجود دارد. بررسی رسوبات پلیوسن و جدیدتر، ماسه‌ها، آرژیلیت‌ها و سیلت‌ها را نشان می‌دهد که نشان‌دهنده رسوب‌گذاری دریاچه‌ای است.